# Нове Замки
 Тази статия е за града в Словакия.  За окръга вижте Нове Замки (окръг).  
Нове Замки (на словашки: Nové Zámky) е град в югозападна Словакия, административен център на окръг Нове Замки в Нитрански край. Населението му е около 39 600 души (2011).
Разположен е на 119 m надморска височина в Среднодунавската низина, на 36 km южно от Нитра и на 26 km северно от река Дунав и границата с Унгария. Основан е през 1573 година, до 1919 година градът е част от Унгария, а днес около 28% от жителите му са етнически унгарци.

## География
Климатът на Нове Замки е континентален със средна годишна температура около 10 °C. Най-топлият месец е юли със средна температура 20 °C, а най-студен е януари със средна температура −2 °C. Средното годишно количество на валежите е 556 mm.

## История
Нове Замки е основан е през 1573 година като модерна за времето си унгарска крепост по време на войните с Османската империя, като унгарското име на града е Ершекуйвар. Превзета от турците, през 1663 – 1685 година тя е център на Уйварския еялет. До създаването на Чехословакия през 1919 година и отново през 1938 – 1945 година е на територията на Унгария, а от 1993 година – на независима Словакия.

## Култура
В Нове Замки се намира францискански манастир, построен първоначално през 1631 година в раннобароков стил. Синагогата, построена през втората половина на XIX век, е една от четирите действащи днес в страната, наред с тези в Братислава, Кошице и Бардейов.

## Известни личности
Родени в Нове Замки
- Мартина Суха (р. 1980), тенисистка